# حجي مراد
الحاج مراد (بالآفارية: XӀажи Мурад، بالروسية: Хаджи-Мурат) أو حجي مراد (23 أبريل 1790 -  5 مايو 1852) كان قائدًا آفاريا مهما أثناء مقاومة شعوب داغستان والشيشان في الفترة 1811-1864 ضد وجود الإمبراطورية الروسية في منطقة القوقاز.
كان الحاج مراد قائدا آفاريا عاش في القوقاز. كان أخا غير شقيق لعمر ابن «باخوبيكي» حاكمة خنزاخ. كان حجي مراد متورطًا في مقتل الإمام حمزة بيك خلال صلاة الجمعة في عام 1834، انتقاما من إعدام حمزة لباخوبيكي وأبناءه. وقتل شقيق حجي مراد، عثمان، في قتال مع أنصار الإمام حمزة بيك.
دعم حجي مراد الروس لفترة من الوقت، لمواجهة ما رآه من تهديد أنصار الإمامة. بدأ منافسه، أحمد خان، بتقويض ثقة الروس في الحجي مراد، حتى أمروا باعتقاله، الذي نفذه أحمد خان. طالب الجنرال ميخائيل سيميونوفيتش فورونتسوف بنقله إلى مقر عام. سعى حجي مراد للهروب، من خلال قذف نفسه على حافة ممر جبلي ضيق. إنضم حجي مراد إلى الإمام شامل، الذي منحه رتبة النقيب. تبعت العديد من القبائل حاج مراد، فانشق عن الروس.
مآثره وثوبه الأحمر أكسبته لقب «الشيطان الأحمر» من قبل الروس. بعد غارة غير فعالة على مقر روسي في تيمير خان شورا، انتشرت شائعة بأنه ذبح جميع الروس في المستشفى وتقطيعهم إلى أشلاء، وهو ما تركه للجنود الروس لتناول الطعام دون علم أنها أشلاء بشرية. على الرغم من كون الخبر غير صحيحا، فقد اكتسبت هذه الشائعات رواجا كبيرا بين الروس وشوهت سمعة حجي مراد.
في عام 1851 ، اندلع خلاف بينه وبين شامل، عندما أعلن شامل أن ابنه، غازي محمد، سيكون خليفته. في لقاء سري، قرر شامل وأعوانه قتل الحاج مراد. حذره رجل مجهول وتمكن من الهرب في الوقت المناسب، لكن أسرته احتُجزت. استسلم الحاج مراد للروس، الذين استولوا عليه ولكنهم لم يثقوا به. وقد طلب مرارًا إعطاؤه رجالًا وأسلحة لمهاجمة شامل وإنقاذ أسرته، لكنه لم يتلق أي رد حازم. وقد سُمح له بالانتقال من تبليسي إلى بلدة النوخة المسلمة الصغيرة (الآن شاكي، أذربيجان) برفقة مرافقة القوزاق. خطط حاجي مراد للفرار، الذي قام به في 24 أبريل، 1852، خلال إحدى جولاته الصباحية. تعرض حراس القوزاق لكمين وقتلوا، لكن حامية المدينة، بقيادة العقيد كارجانوف، تعقبت حاجي مراد. وانضم إلى الروس العديد من رجال القبائل، بمن فيهم نجل أحمد خان وقتل الحاج مراد في المعركة التي تلت ذلك. قطع الشاب أحمد خان رأسه وأرسله إلى تبليسي، حيث تم تحنيطه ثم أرسل إلى الإمبراطور. يضع تولستوي وفاة مراد بالقرب من مئذنة بلارجيك (على الأرجح تشير إلى مدينة بلاتيك الأخيرة على طريق شاكي إلى كاكس) لكن علامة القبر التذكارية تقع جنوبًا بالقرب من الكيلومتر 76 على طريق شاكي زاكاتالا.
وأخيرًا، تم إرسال رأس حجي مراد المقطوع لإبقائه في كونستكاميرا في سانت بطرسبرغ. في عام 2017، قدم أحفاده وأقرباؤه في داغستان التماسًا لاستعادة جمجمته من سانت بطرسبرغ ولمّ شملها مع بقية رفاته التي يُعتقد أنها مدفونة في منطقة قاخ الأذربيجانية الحديثة. شكلت الحكومة الروسية لجنة مشتركة للنظر في الطلب.